# Semtokha-Dzong
Der Semtokha-Dzong, auch bekannt als San Ngag Sabdon Phodrang, was Palast der tiefgründigen tantrischen Lehren bedeutet, ist ein kleiner Dzong, etwa 6 km südlich von Bhutans Hauptstadt Thimphu. Er wurde 1629 bis 1632 von Shabdrung Ngawang Namgyel errichtet, dem Einiger und Reichsgründer Bhutans. Der Dzong ist ein wichtiges historische Baudenkmal und ehemaliges buddhistisches Kloster. Bis 2011 beherbergte er das Institute of Language and Cultural Studies (ILCS, Institut für Sprach- und Kulturstudien), das zur Royal University of Bhutan gehört.

## Namensherleitung
Nach dem Volksglauben bietet der Dzong Schutz gegen einen Dämon, der in einen Stein hinein verschwunden ist, der nahe dem Standort des Dzongs liegt. Davon leite sich auch der Name Semtokha her, zusammengesetzt aus simno (Dämonin) und do (Stein).

## Lage
Der Dzong liegt nahe der Kreuzung der Straßen nach Thimphu, Paro-Phuentsholing und Punakha-Wangdue.
Aufgrund seiner strategisch günstigen Lage auf einem hohen Bergrücken kontrolliert er alle Wege von und nach Thimphu.

## Geschichte
Der von Shabdrung Ngawang Namgyel von 1629 bis 1632 erbaute Semtokha-Dzong diente als klösterliches und administratives Zentrum und ist der älteste Dzong der in seiner ursprünglichen Gestalt bis heute überdauert hat. Mit diesem Bau führte Ngawang Namgyel erstmals in Bhutan das Konzept einer Klosterfestung ein.
Verärgert über die neue Ausrichtung der Buddhistischen Lehre unter der Kontrolle des Shabrdung, griffen 1634 fünf Lamas verbündet mit einer Armee von Tibetern, die in das Land eingefallen waren, den Dzong an. Die Angreifer wurden jedoch von der Armee des Reichsgründers zurückgeschlagen. Palden Lama, der Anführer der Eindringlinge, starb im Kampf.
Eine erste Ausbesserung und Erweiterung des Dzongs erfolgte 1671 unter dem dritten Desi Minjur Tenpa. In den folgenden Jahren bis heute erfolgten noch vielfache Renovierungen, die letzte Sanierung wurde von Architekten aus Japan durchgeführt.
Im Jahr 1961 entschloss sich der dritte König Jigme Dorje Wangchuk auf Anregung von Königin Mayum Choying Wangmo Dorje das Gebäude in ein Zentrum für traditionelle Studien (ILCS) umzuwandeln, an dem Studenten und – seit 1989 – auch Studentinnen zu Dzongkha-Lehrern ausgebildet wurden. Im Sommer 2011 wurde das ILC an seinen neuen Campus verlegt, nach Taktse südlich von Trongsa in Zentralbhutan.

## Ausstattung
Der Zugang zum Dzong erfolgt von Süden. Das Hauptgebäude des Dzong ist der dreistöckige zentrale Turmbau (Utse), der auch den Haupttempel des Dzong beherbergt. In Erdgeschoßhöhe befinden sich an Außenwand des Utse eine Galerie von Gebetsmühlen sowie Schiefertafeln mit Bildnissen von buddhistischen Heiligen und Gelehrten. Die Wandmalereien des Dzongs zählen zu den ältesten in Bhutan, sie zeigen Darstellungen des historischen Buddhas, Shakyamuni, Chenresigs, der grünen und weißen Tara umgeben von weiteren Bodhisattvas. Eine weitere Kapelle ist Yeshe Goennpo (Mahakala) und Pelden Lhamo, den Schutzgottheiten Bhutans, geweiht.